# Biofotônica
Biofotônica é definida como o estudo de células biológicas, tecidos e partículas com o uso de luz na faixa visível e próximo ao visível. Ele desempenha um papel importante na melhoria dos procedimentos terapêuticos e de imagem que são comumente definidos para fins clínicos, incluindo avanços em lasers, óptica e detectores de fluorescência. Existem várias técnicas primárias usadas no estudo biofotônico.